# Dietskosielskaja
Dietskosielskaja (ros. Детскосельская) – przystanek kolejowy w miejscowości Puszkin, w Petersburgu, w Rosji. Położony jest na linii Petersburg - Newel - Witebsk.

## Historia
Pierwotnie przystanek nosił nazwę 21 km (ros. 21 км). Na przypadające w 2010 obchody 300-lecia miasta Puszkina, petersburska komisja toponimiczna zaproponowała zmianę nazwy przystanku na Kuźmino (ros. Кузьмино), od nazwy wsi znajdującej się dawnej w miejscu położenia przystanku. W 2011 władze Puszkina zaproponowały zaś, aby w związku ze zmianą nazwy stacji Dietskoje Sieło na Carskie Sioło, sąsiedni przystanek 21 km nazwać Dietskoje Sieło lub Dietskosielskaja. Ostatecznie wybrano ostatnią propozycję. Zmiana nazwy nastąpiła w 2016.

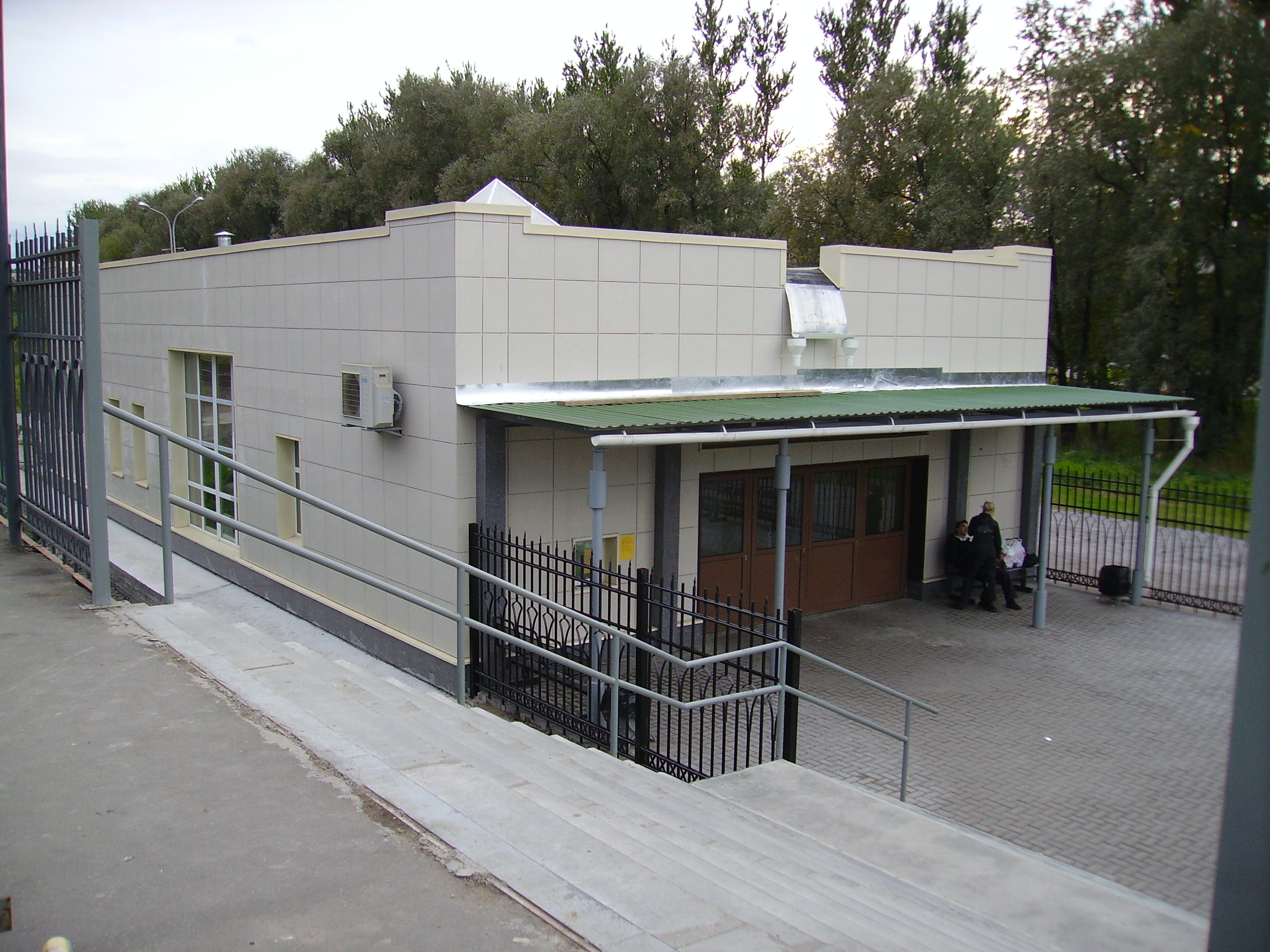